# Рудрайге мак Сіхрігі
Рудрайге мак Сіхрігі – (ірл. - Rudraige mac Sithrigi) – верховний король Ірландії. Час правління: 184 — 154 до н. е. (згідно з «Історією Ірландії» Джеффрі Кітінга) або 289 — 219 до н. е. (відповідно до «Хроніки Чотирьох Майстрів»). Син Сітріка (ірл. – Sitric), онук Дуба (ірл. – Dub), правнук Фомора (ірл. – Fomor), праправнук Айргетмара (ірл. – Airgetmar).  Прийшов до влади в результаті вбивства свого попередника – Крімпханна Кросраха (ірл. - Crimthann Coscrach). Правив Ірландією протягом тридцяти чи то навіть семи десяти років. Помер від чуми в Айргетгленні (ірл. – Airgetglenn). Його наступником став Фіннат Мар син Ніа Сегамайна. 
Рудрайге мак Сіхрігі був пов'язаний з північними землями Ірландії – з Уладом. Династія королівства Дал н-Арайді (ірл. - Dál nAraidi), що існувала в Ірландії в ранньому середньовіччі  на сході Ольстеру пов’язує походження саме від Рудрайге мак Сіхрігі. «Книга захоплень Ірландії» повідомляє, що він був дідом героя королівства Улад Коналла Кернаха (ірл. - Conall Cernach). «Книга захоплень Ірландії» синхронізує його правління з правлінням Птолемея VIII Фіскона (145 – 116 до н. е.) та Птолемея X Олександра I (110 – 88 до н. е.) в Єгипті. Але Джеффрі Кітінг та Чотири Майстри відносять його правління до більш давніх часів. 